# Filthy Lucre Live
Filthy Lucre Live es un álbum en directo de 1996 de la mítica banda de punk rock británica The Sex Pistols
El disco se grabó en directo en Finsbury Park, Londres el 23 de junio de 1996 dutrante la gira de reunión Filthy Lucre Tour. Se posicionó en el número 26 de las listas británicas, y el sencillo "Pretty Vacant" extraído del mismo llegó al número 18. "No Fun", el segundo bis de aquella noche, no se incluyó en el disco, aunque sí se incluyó en la edición japonesa.

## Lista de canciones
1. "Bodies"
2. "Seventeen"
3. "New York"
4. "No Feelings"
5. "Did You No Wrong"
6. "God Save the Queen"
7. "Liar"
8. "Satellite"
9. "(I'm Not Your) Steppin' Stone"
10. "Holidays in the Sun"
11. "Submission"
12. "Pretty Vacant"
13. "EMI"
14. "Anarchy in the U.K."
15. "Problems"

Pistas adicionales de la edición japonesa en CD (Virgin Records Cat. No. VJCP-25247)

16. "Buddies"

17. "No Fun"

18. "Problems" (Demo de Chris Spedding)

- Nota: Estas pistas adicionales también se pueden encontrar en CD sencillo "Pretty Vacant" extraído de este mismo disco.